# Zygocarpum
Zygocarpum es un género de plantas con flores con seis especies perteneciente a la familia Fabaceae. Es originario del Oriente Próximo.

## Especies
- Zygocarpum coeruleum
- Zygocarpum dhofarense
- Zygocarpum gillettii
- Zygocarpum rectangulare
- Zygocarpum somalense
- Zygocarpum yemenense